# Accademia delle Arti di Wulin
L'Accademia delle Arti di Wulin ( 武林書畫院T, 武林书画院S, wǔ lín shū huà yuànP ) è un istituto indipendente di studi artistici e culturali cinesi, situata sulle rive del Lago dell'Ovest a Wulin (ex nome di Hangzhou ), nella provincia di Zhejiang. È stata fondata nel 1995, ma la sua storia risale alla dinastia Song del Sud.

## Storia
Nel 1995, l'Istituto Nazionale Dazhen è stato fondato nell'anticamera della Biblioteca imperiale Wenlan, sull'isola della collina solitaria nel Lago dell'Ovest, come precursore dell'attuale Accademia. Nel 1997, l'Istituto di studi cinesi di Dazhen ha collaborato con il governo del distretto di Gongshu per fondersi con la Società delle Arti di Hushu. Nel maggio 2002 l'Istituto ha cambiato il suo nome in Accademia delle Arti di Wulin. L'Accademia ospita una vasta collezione di dipinti, calligrafie e iscrizioni su pietra di dinastie passate.

## Istituti di ricerca
L'Accademia delle Arti di Wulin comprende tre maggiori divisioni accademiche:
Pittura, calligrafia ed epigrafia
- Istituto di pittura cinese
- Istituto di calligrafia cinese
- Centro di studi epigrafici

Studi cinesi e musica
- Istituto di studi cinesi
- Centro di studi sul guqin

Architettura, murale e scultura
- Istituto di architettura cinese
- Istituto di pittura murale cinese
- Istituto di scultura cinese